# Tuberculatus maculipennis
Tuberculatus maculipennis är en insektsart. Tuberculatus maculipennis ingår i släktet Tuberculatus och familjen långrörsbladlöss. Inga underarter finns listade i Catalogue of Life.